# Freelandville (Indiana)
Freelandville es un lugar designado por el censo ubicado en el condado de Knox en el estado estadounidense de Indiana. En el Censo de 2010 tenía una población de 643 habitantes y una densidad poblacional de 44,57 personas por km².

## Geografía
Freelandville se encuentra ubicado en las coordenadas 38°51′55″N 87°18′37″O / 38.86528, -87.31028. Según la Oficina del Censo de los Estados Unidos, Freelandville tiene una superficie total de 14.43 km², de la cual 14.43 km² corresponden a tierra firme y (0%) 0 km² es agua.

## Demografía
Según el censo de 2010, había 643 personas residiendo en Freelandville. La densidad de población era de 44,57 hab./km². De los 643 habitantes, Freelandville estaba compuesto por el 99.84% blancos, el 0.16% eran afroamericanos, el 0% eran amerindios, el 0% eran asiáticos, el 0% eran isleños del Pacífico, el 0% eran de otras razas y el 0% pertenecían a dos o más razas. Del total de la población el 0% eran hispanos o latinos de cualquier raza.